# Hahncappsia venadialis
Hahncappsia venadialis là một loài bướm đêm trong họ Crambidae.